# Chemik (czasopismo)
CHEMIK nauka-technika-rynek – czasopismo naukowo-techniczne popularyzujące problemy chemii i przemysłu chemicznego, w tym zagadnienia badawcze oraz ekonomiczne i organizacyjne aspekty rozwoju przemysłu. W czasopiśmie są publikowane artykuły dotyczące m.in. problemów chemii stosowanej, metod kontroli procesów i zarządzania produkcją (z uwzględnieniem ochrony środowiska i bezpieczeństwa pracy), zagadnień organizacyjno-prawnych, problemów współpracy nauki z przemysłem. Roczny cykl wydawniczy obejmuje wydania tematyczne:
- luty – farmacja
- marzec – możliwości i szanse branży chemicznej w UE
- kwiecień – tworzywa sztuczne
- maj – petrochemia i biopaliwa
- lipiec/sierpień – zrównoważony rozwój
- październik – edukacja
- listopad – agrochemikalia
- grudzień – restrukturyzacja przemysłu chemicznego.

Merytoryczny zakres publikowanych artykułów ilustrują przykłady zaczerpnięte z rocznika 2010:
- Romanowski, M. i wsp.: Tworzywa poliolefinowe w zastosowaniach specjalnych
- Kożuch, K. i wsp.: Współczesne polimery wysokoenergetyczne
- Bełzowski, J. i wsp.: Koordynacyjne materiały wybuchowe
- Wojewódka, A. i wsp.: Ładunki kumulacyjne i modelowanie numeryczne ich wybuchu
- Dyonizy, A. i wsp.: Otrzymywanie ultra drobnokrystalicznych zawiesin bromku srebra
- Dębowska, R.: Badania in vitro i ex vivo we współczesnej kosmetologii
- Jaros, A. i wsp.: Biodegradowalne polimery z pamięcią kształtu
- Lasoń, E. i wsp.: Lipaza – charakterystyka, zastosowanie, sposoby immobilizacji
- Nowak, K. i wsp.: Krwawnik i olejek krwawnikowy, właściwości i zastosowanie
- Pisarska, B.: Potencjał badawczy "IChN" w nowej strukturze
- Hebeda, S.: Możliwości wspierania firm branży chemicznej przez Wydziały Promocji Handlu i Inwestycji
- Lubiewa-Wieleżyński i wsp.: Aktualne wyzwania dla europejskiego przemysłu chemicznego
- Zwoździak, J.; Cichy, B.; Walawska, B. Nowe wyzwania dla odpadów przemysłowych w Unii Europejskiej